# Coracornis raveni
Sibilante-de-dorso-castanho ou assobiadeira-castanha-da-celebes (Coracornis raveni) é uma espécie de ave da família Pachycephalidae. É a única espécie do género Coracornis.
É endémica da Indonésia.
Os seus habitats naturais são: regiões subtropicais ou tropicais húmidas de alta altitude.